# AFRY
AFRY AB (tidigare ÅF Pöyry) är ett svenskt ingenjörs- och designföretag med verksamhet inom energi, industri och infrastruktur. Företaget bildades 2019 efter ett samgående mellan svenska ÅF (Ångpanneföreningen) och finländska Pöyry(en). Företaget har sitt huvudkontor i Solna kommun. 

## Historik

### Ångpanneföreningen
Den första svenska ångpanneföreningen bildades i Malmö 1895 under namnet Södra Sveriges Ångpanneförening av ägare till ångpannor och andra tryckkärl med avsikt att genom återkommande besiktningar förhindra olyckor.
Mellersta och Norra Sveriges Ångpanneförening bildades i Stockholm 1897 och besiktningsmännen började utöva konsulterande verksamhet. Elektrotekniken upptogs 1910 som verksamhetsområde genom att föreningarna anställde besiktningsmän som försäkringsbolagen auktoriserat. Mellersta och Norra Sveriges Ångpanneförening och Södra Sveriges Ångpanneförening slogs 1964 samman till Ångpanneföreningen, ÅF, med hela Sverige som verksamhetsområde. Samma år blev det nya kontorshuset i kvarteret Härolden klart i Stockholm.
Besiktningsverksamheten på tryckkärls-, hiss-  och lyftsidan förstatligades år 1977 genom att nära 900 medarbetare överfördes till Statens anläggningsprovning. Elbesiktningen blev dock kvar inom ÅF. År 1995 privatiserades ansvaret för besiktning och ÅF återupptog besiktningsverksamheten. Konsultrörelsen ombildades från föreningsform till aktiebolag 1981, och 1986 introducerades ÅF på Stockholmsbörsen. 

### ÅF
År 2008 bytte Ångpanneföreningen namn till ÅF. År 2010 såldes besiktningsverksamheten inom ÅF-Kontroll till DEKRA Industrial. År 2012 förvärvades konkurrenten Epsilon.
År 2008 samlade ÅF sin verksamhet i ett nytt huvudkontor vid Frösundaleden i Solna kommun. Byggnaden, som ritades av Strategisk Arkitektur, rymmer 27 500 m² kontor och belönades år 2008 med Solnas Stadsmiljöpris.

### ÅF Pöyry
År 2019 gick ÅF samman med finländska Pöyry Plc och bildade ÅF Pöyry AB, som blev ett av Nordeuropas största ingenjörsföretag, med över 16 000 anställda och kontor i 50 länder. 

### AFRY
2021 bytte bolaget namn till AFRY AB.

## Verksamhet
Koncernen är indelad i fem divisioner: 
- Energy
- Industrial & Digital Solutions
- Infrastructure
- Process Industries
- Management Consulting

AFRY hade 2019 cirka 17 000 anställda och har kontor i ett 50-tal länder.

## Verkställande direktörer
- 2002–2017 Jonas Wiström[7]
- 2017– 2025 Jonas Gustavsson[8]
- 2025– Linda Pålsson